# وندام
وندام (به لاتین: Vəndam) یک منطقه مسکونی در جمهوری آذربایجان است که در شهرستان قبله واقع شده است. وندام ۹۵۰۷ نفر جمعیت دارد.

## ریشه واژه
ون به‌معنی خاکستر است.

## نگارخانه

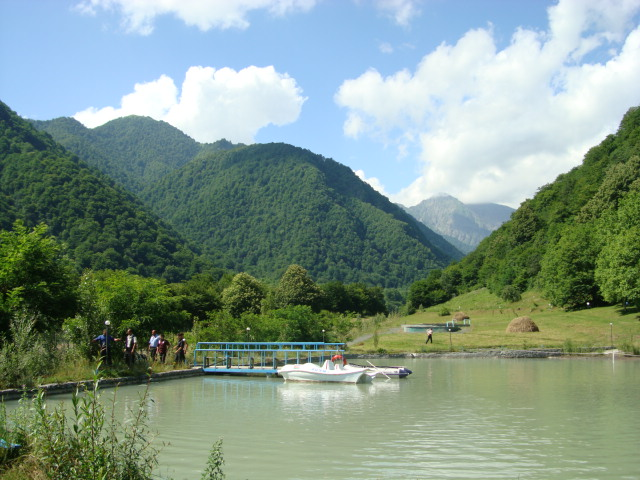
دریاچه‌ای در وندام
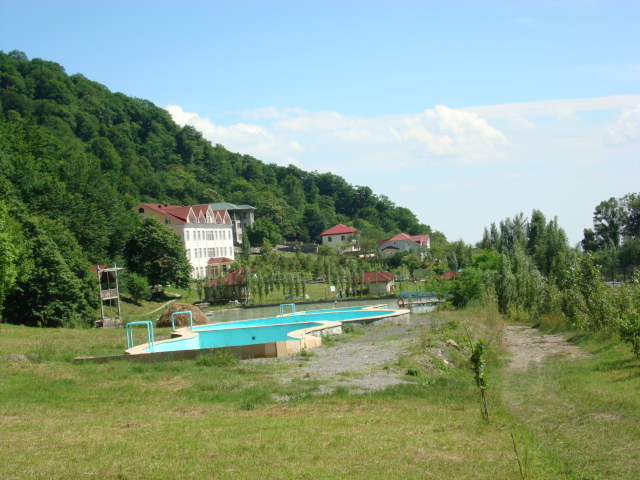
امکانات تفریحی
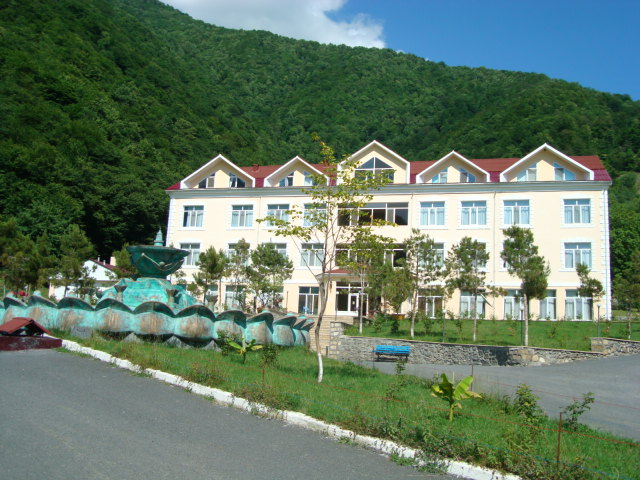
هتلی در وندام